# Syndrome d'Oppenheim
 Mise en garde médicale
Le syndrome d'Oppenheim, dystonie d'Oppenheim ou dystonie de torsion est caractérisé par une perte de la sensibilité pouvant entraîner une perte fonctionnelle de la région musculaire concernée[Quoi ?] ; cette zone ou région peut devenir incontrôlable.

## Description
La dystonie est un trouble neurologique qui se caractérise par des contractions musculaires incontrôlables donnant lieu à des postures involontaires. Ces postures peuvent être accompagnées de mouvements rythmiques et de mouvements de torsion et peuvent ressembler à des tremblements. L’expression « dystonie généralisée » désigne la dystonie qui n’est pas localisée dans une seule région du corps, mais une dystonie qui touche plusieurs groupes musculaires du corps.
La dystonie de torsion à début précoce est un trouble rare du mouvement caractérisé par des contractions musculaires ou des postures involontaires, répétitives et soutenues affectant une ou plusieurs régions du corps.
En 1911, Hermann Oppenheim a décrit différents cas de sclérose en plaques, avec certains cas où l'usage du bras ou de la main était affecté.

## Causes
La maladie est causée par un désordre génétique qui entraîne une anomalie dans une protéine appelée Torsin A. Une mutation du gène DYT1 entraîne la perte d'un acide aminé, l'acide glutamique, dans la protéine Torsin A. Le torsin A est une AAA + ATPase conservée au cours de l'évolution. La protéine défectueuse perturbe la communication dans les neurones qui contrôlent les mouvements et le contrôle des muscles. Cette mutation est le plus souvent héritée d'un parent, mais peut se produire de manière sporadique. La maladie est causée par un allèle dominant, ce qui signifie que la personne affectée n'a besoin que d'une copie du gène DYT1 muté pour présenter des symptômes. Cependant, seulement 30 à 40 % de ceux qui possèdent le gène présentent des symptômes, ce qui laisse penser aux chercheurs que d'autres facteurs sont en cause.

## Classification
Il existe plusieurs types de dystonie de torsion qui affectent différentes zones du corps. Cependant, on ignore si le gène responsable de la dystonie précoce à torsion est également responsable des autres dystonies.
- Syndrome de la main inutile ou Le Syndrome du canal carpien (SCC) est la pathologie la plus connue et la plus répandue des troubles musculo-squelettiques ou TMC (douleurs dorsales, inflammation des poignets, des coudes ou des genoux...), affection de type génétique, le travail intensif favorise son apparition, parfois il est nécessaire d'opérer, mais la plupart du temps les troubles sont minimes, cette maladie génétique est rare, malgré une nette augmentation, de 5 000 opérations en 1995 à 142 000 opérations en 2005, est une maladie d'ordre neuromusculaire[6].
- Dystonie cervicale (torticolis spasmodique) : type de dystonie qui affecte la tête, le cou et la colonne vertébrale. Au niveau de la nuque, la douleur est plus marquée lors d'une rotation[7].
- Blépharospasme : Ce type de dystonie provoque une contraction involontaire des paupières. Le principal souci de cette dystonie est qu'elle puisse causer la fermeture involontaire et indéfinie des paupières.
- Dystonie oromandibulaire : dystonie de la mâchoire, des lèvres et / ou de la langue. Il peut être très compliqué de manger et d'avaler en raison du fait que la mâchoire est maintenue ouverte ou fermée pendant des périodes prolongées.
- Dysphonie spasmodique : Dystonie des cordes vocales. Les complications entourant cette forme de dystonie sont liées à la parole et peuvent provoquer des symptômes tels qu'une parole qui vacille, une parole qui sonne comme un murmure ou une parole qui hésite.
- Crampe de l'écrivain (dystonie professionnelle) : dystonie qui affecte les muscles de la main et de l'avant-bras. Elle est déclenchée en tentant d'écrire ou d'exécuter d'autres fonctions de la main-moteur.
- Dystonie oro-faciale et buccale (syndrome de Meige ou de Brueghal) : association de blépharospasme et de dystonie oromandibulaire.
- Dystonie de torsion précoce : type de dystonie le plus grave, il commence au bras ou à la jambe et progresse vers le reste du corps jusqu'à ce que la personne - dans la plupart des cas, un enfant - soit confinée dans un fauteuil roulant.

## Traitement
Il n'y a pas de remède contre la dystonie de torsion. Cependant, plusieurs approches médicales peuvent être adoptées pour atténuer les symptômes de la maladie. Le traitement doit être spécifique au patient, en tenant compte de toutes les complications de santé antérieures et actuelles. Le médecin qui crée le traitement doit avoir une connaissance intime de la santé du patient et créer un plan de traitement qui couvre tous les symptômes en se concentrant sur les zones les plus chroniques.
La première étape pour la plupart des personnes atteintes de cette maladie commence par une forme de thérapie physique afin que le patient puisse mieux contrôler les zones touchées. La thérapie peut aider les patients avec leur posture et prendre le contrôle des zones de leur corps avec lesquelles ils ont le plus de problèmes.
La deuxième étape du processus de traitement consiste à prendre des médicaments. Les médicaments se concentrent sur les substances chimiques libérées par les neurotransmetteurs dans le système nerveux, qui contrôlent le mouvement musculaire. Les médicaments actuellement sur le marché sont les anticholinergiques, les benzodiazépines, le baclofène, les agents dopaminergiques / agents réduisant la dopamine et la tétrabénazine. Chaque médicament est démarré à une dose faible et augmenté progressivement à des doses plus élevées au fur et à mesure que la maladie progresse et que les effets secondaires sont connus pour l'individu.
Un traitement plus spécifique au site est l’injection de toxine botulique. Il est injecté directement dans le muscle et fonctionne à peu près de la même façon que les médicaments oraux - en bloquant les neurotransmetteurs. Les injections ne sont pas un traitement contre la maladie, mais sont un moyen de contrôler ses symptômes. Une quatrième option dans le traitement des symptômes de la dystonie de torsion est la chirurgie. La chirurgie est effectuée uniquement si le patient ne répond pas aux médicaments oraux ou aux injections. Le type de chirurgie pratiquée est spécifique au type de dystonie dont le patient est atteint.

## Prévalence
La maladie est plus communément trouvée parmi les Juifs ashkénazes. Dystonie de torsion dans la population juive ashkénaze, selon le département d'épidémiologie et de santé publique de l'école de médecine de l'université Yale à New Haven. Des rapports datant du début de ce siècle décrivent des familles juives ashkénazes (AJ) avec de multiples cas de DTI, soit chez des frères et sœurs (Schwalbe, 1908; Bernstein, 1912; Abrahamson, 1920) ou chez des parents et des enfants (Wechsler et Brock, 1922 ; Mankowsky et Czerny, 1929; Regensberg, 1930): Zeman et Dyken (1967) ont décrit la première évaluation complète du mode de transmission du DTI dans les familles juives et non juives, et concluaient que le trouble était hérité comme une dominante autosomique à pénétrance incomplète chez les deux populations. Bien qu'ils aient conclu que la fréquence des gènes était plus élevée dans la population juive que chez les non-Juifs, aucune différence de mode de transmission ou de mécanisme pathologique n'a été interprétée.

## QI
Une étude réalisée en 1969 sur des patients atteints de dystonie de torsion a révélé un QI moyen supérieur de 10 points à celui des témoins appariés pour l'âge, le sexe et l'origine ethnique.